# Unterseeboot 1197
L'Unterseeboot 1197 ou U-1197 est un sous-marin allemand (U-Boot) de type VIIC utilisé par la Kriegsmarine pendant la Seconde Guerre mondiale.
Le sous-marin fut commandé le 25 août 1941 à Danzig (Schichau-Werke), sa quille fut posée le 13 mars 1943, il fut lancé le 30 septembre 1943 et mis en service le 2 décembre 1943, sous le commandement du Leutnant zur See Heinz Baum.
L'U-1197 n'a, ni coulé, ni endommagé de navire n'ayant pris part à aucune patrouille de guerre.
Il fut capturé par les forces britanniques en mai 1945.

## Conception
Unterseeboot type VII, l'U-1197 avait un déplacement de 769 tonnes en surface et 871 tonnes en plongée. Il avait une longueur totale de 67,10 m, un maître-bau de 6,20 m, une hauteur de 9,60 m, un tirant d'eau de 4,74 m et un tirant d'air de 4,86 m. Le sous-marin était propulsé par deux hélices de 1,23 m, deux moteurs diesel Germaniawerft M6V 40/46 de 6 cylindres en ligne de 1 400 cv à 470 tr/min, produisant un total de 2 060 à 2 350 kW en surface et de deux moteurs électriques Allgemeine Elektricitäts-Gesellschaft 460/8-276 de 375 cv à 295 tr/min, produisant un total 550 kW, en plongée. Le sous-marin avait une vitesse en surface de 17,7 nœuds (32,8 km/h) et une vitesse de 7,6 nœuds (14,1 km/h) en plongée. Immergé, il avait un rayon d'action de 93 milles marins (150 km) à 4 nœuds (7,4 km/h; 4,6 milles par heure) et pouvait atteindre une profondeur de 230 m. En surface son rayon d'action était de 9 426 milles nautiques (soit 15 170 km) à 10 nœuds (19 km/h).
L'U-1197 était équipé de cinq tubes lance-torpilles de 53,3 cm (quatre montés à l'avant et un à l'arrière) et embarquait quatorze torpilles. Il était équipé d'un canon de 8,8 cm SK C/35 (220 coups), d'un canon de 20 mm Flak C30 en affût antiaérien et d'un canon 37 mm Flak M/42 qui tire à 15 350 mètres avec une cadence théorique de 50 coups par minute. Il pouvait transporter 26 mines Torpedomine A ou 39 mines Torpedomine B. Son équipage comprenait 4 officiers et 44 à 56 sous-mariniers.

## Historique
Il fut affecté comme navire-école dans la 21. Unterseebootsflottille jusqu'au 28 février 1945, puis il reçut sa formation de base au sein de la 31. Unterseebootsflottille.
L'U-1197 fut retiré du service le 25 avril 1945 à Wesermünde, après avoir été gravement endommagé par des bombes lors d'un assaut aérien américain du 8th Air Force à la position 53° 19′ N, 8° 29′ O, contre le chantier naval AG Weser à Brême le 30 mars 1945. Sa coque est convertie en centrale électrique flottante jusqu'à la fin de la guerre.
Il est capturé à Wesermünde par les forces britanniques le 7 mai 1945.
L'U-1197 est coulé comme cible par l'US Navy en mer du Nord, en février 1946.

## Affectations
- 21. Unterseebootsflottille du 2 décembre 1943 au 28 février 1945 (Navire-école).
- 31. Unterseebootsflottille du 1er mars 1945 au 25 avril 1945 (Période de formation).

## Commandement
- Oberleutnant zur See Heinz Baum du 2 décembre 1943 au 19 mars 1944.
- Oberleutnant zur See Kurt Lau du 20 mars 1944 au 25 avril 1945.